# Arte (manga)

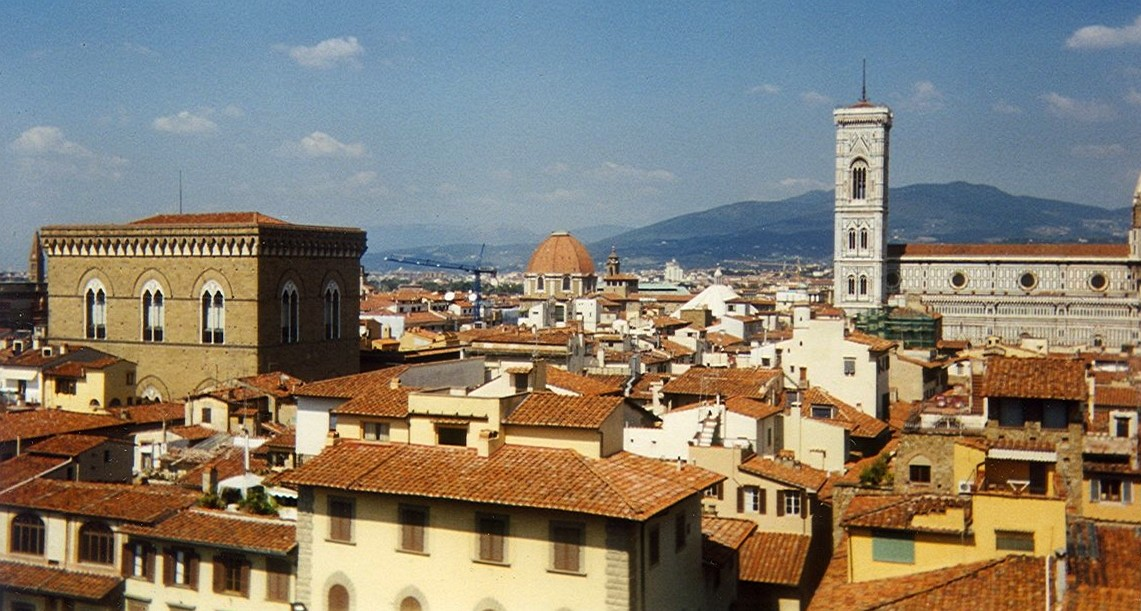
Akcja serii toczy się we Florencji.

Arte (jap. アルテ Arute) – manga autorstwa Kei Ōkubo, publikowana na łamach magazynu „Gekkan Comic Zenon” wydawnictwa Tokuma Shoten od października 2013 do kwietnia 2025. Na jej podstawie studio Seven Arcs wyprodukowało serial anime, który emitowano od kwietnia do czerwca 2020.

## Fabuła
Akcja rozgrywa w XVI-wiecznej Florencji. Arte jest jedyną córką szlacheckiego, ale podupadłego rodu Spallettich. Dziewczyna od dzieciństwa wykazuje się niezwykłym talentem malarskim, ale kiedy umiera jej ojciec, matka próbuje zmusić ją do porzucenia miłości do sztuki i znalezienia młodego szlachcica, którego mogłaby jak najszybciej poślubić, aby uratować rodzinę przed upadkiem.
Arte nie chce jednak zrezygnować ze swoich marzeń i wbrew ówczesnym przekonaniom rozpoczyna poszukiwania mistrza malarstwa, u którego mogłaby pobierać nauki, mając nadzieję, że pewnego dnia sama zostanie mistrzynią.
Jej silna determinacja ostatecznie przyciąga uwagę młodego, ale znanego malarza Leo, który w końcu przyjmuje ją na swoją uczennicę. Niestety, w miarę upływu czasu, Arte zakochuje się w swoim mentorze i jest zmuszona dokonać wyboru pomiędzy osobistym marzeniem artystycznym a realistyczną miłością.

## Bohaterowie
- Arte Spalletti (jap. アルテ・スパレッティ Arute Suparetti)

Seiyū: Mikako Komatsu 
- Leo (jap. レオ Reo)

Seiyū: Katsuyuki Konishi 
- Angelo Parker (jap. アンジェロ・パーカー Anjero Pākā)

Seiyū: Junya Enoki 
- Veronica (jap. ヴェロニカ Veronika)

Seiyū: Sayaka Ohara 
- Yuri Falier (jap. ユーリ Yūri)

Seiyū: Kōsuke Toriumi 
- Katarina (jap. カタリーナ Katarīna)

Seiyū: Mao Ichimichi 
- Darcia (jap. ダーチャ Dācha)

Seiyū: Kiyono Yasuno 

## Manga
Manga była publikowana od 25 października 2013 do 25 kwietnia 2025 w magazynie „Gekkan Comic Zenon”. Wydawnictwo Tokuma Shoten zebrało jej rozdziały do wydań w formacie tankōbon, których pierwszy tom ukazał się 19 kwietnia 2014. Według stanu na 19 października 2024, do tej pory wydano 20 tomów.
| Nr | Data wydania (język japoński) | ISBN (język japoński)  |
| -- | ----------------------------- | ---------------------- |
| 1  | 19 kwietnia 2014              | ISBN 978-4-19-980203-4 |
| 2  | 20 listopada 2014             | ISBN 978-4-19-980242-3 |
| 3  | 20 czerwca 2015               | ISBN 978-4-19-980275-1 |
| 4  | 20 listopada 2015             | ISBN 978-4-19-980309-3 |
| 5  | 20 czerwca 2016               | ISBN 978-4-19-980348-2 |
| 6  | 20 stycznia 2017              | ISBN 978-4-19-980391-8 |
| 7  | 20 lipca 2017                 | ISBN 978-4-19-980431-1 |
| 8  | 20 stycznia 2018              | ISBN 978-4-19-980473-1 |
| 9  | 20 lipca 2018                 | ISBN 978-4-19-980504-2 |
| 10 | 19 stycznia 2019              | ISBN 978-4-19-980544-8 |
| 11 | 20 lipca 2019                 | ISBN 978-4-19-980582-0 |
| 12 | 20 stycznia 2020              | ISBN 978-4-19-980611-7 |
| 13 | 20 kwietnia 2020              | ISBN 978-4-86-720015-5 |
| 14 | 20 stycznia 2021              | ISBN 978-4-86-720191-6 |
| 15 | 20 sierpnia 2021              | ISBN 978-4-86-720256-2 |
| 16 | 19 marca 2022                 | ISBN 978-4-86-720315-6 |
| 17 | 18 listopada 2022             | ISBN 978-4-86-720441-2 |
| 18 | 19 sierpnia 2023              | ISBN 978-4-86-720533-4 |
| 19 | 19 kwietnia 2024              | ISBN 978-4-86-720636-2 |
| 20 | 19 października 2024          | ISBN 978-4-86-720697-3 |

## Anime
19 lipca 2019 wydawnictwo Tokuma Shoten zapowiedziało powstanie adaptacji w formie telewizyjnego serialu anime. Seria została zanimowana przez studio Seven Arcs i wyreżyserowana przez Takayukiego Hamanę. Scenariusz napisała Reiko Yoshida, postacie zaprojektowała Chieko Miyakawa, a muzykę skomponował Gorō Itō. Anime było emitowane od 4 kwietnia do 20 czerwca 2020 w stacjach Tokyo MX, BS Fuji i ytv. Motywem otwierającym jest „Clover” autorstwa Maayi Sakamoto, a końcowym „Hare moyō” w wykonaniu Kiyono Yasuno.

### Lista odcinków
| №  | Tytuł                                                                           | Premiera         |
| -- | ------------------------------------------------------------------------------- | ---------------- |
| 1  | I Want to Be an Apprentice Deshi iri shigan (弟子入り志願)                      | 4 kwietnia 2020  |
| 2  | A New Life Shin seikatsu (新生活)                                               | 11 kwietnia 2020 |
| 3  | First Job Saisho no shigoto (最初の仕事)                                        | 18 kwietnia 2020 |
| 4  | Courtesan Korutijāna (コルティジャーナ)                                         | 25 kwietnia 2020 |
| 5  | Inescapable Bond Kusare’en (腐れ縁)                                             | 2 maja 2020      |
| 6  | Trade Guild Dōgyō kumiai (同業組合)                                             | 9 maja 2020      |
| 7  | The Venetian Noble Venetsia no kizoku (ヴェネツィアの貴族)                      | 16 maja 2020     |
| 8  | A New Chapter Shintenchi (新天地)                                               | 23 maja 2020     |
| 9  | Naughty Child Akudō (悪童)                                                      | 30 maja 2020     |
| 10 | Katarina’s Dinner Katarīna no bansan (カタリーナの晩餐)                         | 6 czerwca 2020   |
| 11 | The Faliers’ Portrait Painter Farieru-ke no shōzō gaka (ファリエル家の肖像画家) | 13 czerwca 2020  |
| 12 | Apprentice Deshi (弟子)                                                         | 20 czerwca 2020  |